# Boulevard René-Cassin
Le boulevard René-Cassin est une voie nantaise.

## Situation et accès
Située dans le quartier Nantes Nord, l'artère débute au niveau de la route de La Chapelle-sur-Erdre dans le prolongement du Boulevard Albert-Einstein et se termine route de Rennes. Elle est parallèle au boulevard périphérique (RN844), situé à environ 500 mètres au nord.

## Origine du nom
Il rend hommage au juriste et diplomate René Cassin, prix Nobel de la paix, qui est l'un des auteurs de la Déclaration universelle des droits de l'homme.

## Historique
Aménagé dans les années 1970, comme voie de l'évitement nord de Nantes, l'urbanisation des terrains environnants surtout sur le côté sud fut rapide, mais resta, en général, en retrait de la voie qui lui donna ainsi une configuration de « boulevard paysager ».
Son nom actuel lui a été attribué par délibération du conseil municipal le 31 mars 1978. 

## Bâtiments remarquables et lieux de mémoire
L'équipement le plus important qui y fut construit sur son côté nord, fut le centre de détention pour hommes, inauguré en 1981.
Depuis 1992, la ligne 2 du tramway parcourt le boulevard sur toute sa longueur, une station René Cassin est aménagée à l'extrémité est du boulevard.
Depuis le début des années 2000, au no 3 se trouve la mosquée Arrahma, l'un des plus récents lieux de cultes construits à Nantes.